# Dobrovolný svazek obcí VeltrusDominio
Dobrovolný svazek obcí VeltrusDominio je dobrovolný svazek obcí dle zákona v okresu Mělník, jeho sídlem je Veltrusy a jeho cílem je zkvalitnění života v kraji, získávání peněz z EU. Sdružuje celkem 8 obcí a byl založen v roce 2007.

## Obce sdružené v mikroregionu
- Hostín u Vojkovic
- Jeviněves
- Kozomín
- Nelahozeves
- Nová Ves
- Veltrusy
- Všestudy
- Zlosyň